# Acuerdo de Gleneagles
Se conoce como Acuerdo de Gleneagles a una declaración de los jefes de Estado y de Gobierno de la Mancomunidad de Naciones en la cual acordaron (como parte de su apoyo a la campaña internacional contra el apartheid) desalentar el contacto y la competencia entre sus deportistas y organizaciones deportivas, equipos o individuos de Sudáfrica. El acuerdo fue aprobado por unanimidad por la Mancomunidad de Naciones en una reunión en Gleneagles (Escocia, Reino Unido) en 1977.
El Acuerdo de Gleneagles reforzó su compromiso, plasmado en la Declaración de Singapur de los Principios de la Mancomunidad (1971), para oponerse al racismo. Este compromiso se fortaleció aún más con la Declaración sobre racismo y prejuicio racial, adoptada por los líderes de la Mancomunidad en Lusaka en 1979. La Mancomunidad era un órgano relevante para imponer una prohibición deportiva a Sudáfrica porque varios de los deportes más populares entre los surafricanos blancos eran dominados por países miembros de la Mancomunidad, como el cricket y el rugby.